# Я приходжу з дощем
«Я приходжу з дощем» — (фр. Je viens avec la pluie, кит. 幻雨追緝, англ. I come with the rain) — трилер 2009 року, сценаристом і режисером якого є французький режисер в'єтнамського походження Чан Ань Хунг, з Джошем Хартнеттом у головній ролі.
Після трьох фільмів про В'єтнам («Аромат зеленої папаї», «Велорикша», "Вертикальний промінь сонця ") Чан Ань Хунг мав намір зробити бойовик в стилі бароко, пристрасний трилер, інтенсивний і поетичний, з трьома характерними персонажами з містичних фільмів західного світу: серійним вбивцею, приватним детективом і фігурою Христа.
Музика була написана лауреатом премії «Оскар» Густаво Сантаолалья та альтернативної рок-групою Radiohead.
Слогани фільму:
- «Ви можете знайти шлях до порятунку?» (англ. Can you find the path to Redemption?)
- «Пристрасть. Насильство. Фізичний біль. Ніщо так не жорстоко, як рани душі.» (англ. Passion. Violence. Physical pain. Nothing is as tough as the wounds of the soul.)

Прем'єра фільму відбулася 14 травня 2009 року у Франції на Каннському кіноринку. У Росії перший показ відбувся 2 вересня 2010 року.

## Зміст
Колишній поліцейський Клайн задля виконання замовлення загадкового мільярдера вирушає на Філіппіни і в Гонконґ, щоб знайти сина багатія – Шитао. Юнак – цілитель. Він знімає чужий біль, переносячи той на себе. Його шлях зцілень інших – шлях особистих страждань. І для Клайна дорога до Шитао – теж шлях страждання. Детектив сам потребує зцілення: полювання за серійним вбивцею Гасфордом відкрило йому світ змішування потворного і прекрасного, де біль оголошується втіленням краси. І він відправляється в подорож на Схід, містичну подорож, уподібнюючись у цьому таким героям східного епосу, як Цар Мавп. Він простує немов епічний персонаж – ні зло, ні краса, що панують навколо, не стосуються мандрівника. Він шукає Шитао, шукає свою Мудрість.

## Ролі
- Джош Хартнетт — Клайн
- Чан Ни Йєн Кхе — Лілі
- Лі Бьон Хон — Су Донпо
- Такуя Кімура — Шітао
- Шон Ює Ман Лок — Менг Цзи
- Еліас Котеас — Хесфорд
- Еусебіо Понсела — Варгас

## Зйомки
Зйомки проходили з 31 липня по жовтень 2007 року в Лос-Анджелесі, Гонконзі та на острові Мінданао (Філіппіни), що дозволило задіяти як західних, так і азійських акторів.

## Саундтрек
- Polmo Polpo:
  - Low Breathing
  - Complete Breath
  - Requiem For a Fox
- Godspeed You! Black Emperor:
  - 09-15-00
  - Terrible Canyons of Static
- Radiohead:
  - Nude
  - Climbing Up the Walls
  - Bullet Proof (Wish I Was)
- Rodrigo Orbase — Cintong Araw
- Густаво Сантаолалья — Crash Landing
- A Silver Mt. Zion:
  - This Centle Hearts Like Shot Bird's Fallen
  - Sisters! Brothers! Small Boats of Fire Are Falling From the Sky
  - 13 Blues For Thirteen Moons
  - Could've Moved Mountains
  - The Triumph of Our Tired Eyes
  - Take These Hands and Throw Them in the River
  - Built Then Burn (Hurrah! Hurrah!)
  - 13 Angels Standing Guard "Round the Side of Your Bed
- Explosions In the Sky — First breath after coma

## Технічні характеристики
- Формат зображення: 2.35 : 1
- Камера: Panavision Genesis HD Camera, Panavision Primo Lenses
- Формат копії: 35 mm (anamorphic)
- Формат зйомок: HDCAM
- Зображення: кольорове